# Дени Пинк
Дени Пинк (енгл. Danny Pink) је измишљени лик у британској научнофантастичној телевизијској серији Доктор Ху који је створио Стивен Мофат, а тумачио Семјуел Андерсон. Он је споредни лик у осмом серијалу серије који се први пут појављује у другој епизоди „Унутар Далека”. Појављује се поред Дванаестог Доктора (Питер Капалди), а његове приче првенствено потичу од тога што је био колега, а касније и дечко Докторове сапутнице Кларе Освалд, коју је тумачила Џена Колман. Појављује се у свакој епизоди 8. серијала осим у првој „Дубоки удах” и трећој „Робот из Шервуда”.

## Појављивања
Дени Пинк се први пут појавио у другој епизоди 8. серијала, „Унутар Далека”. Он је нови наставник математике у средњој школи „Кол Хил” у Лондону и поприлично је нов у том послу јер је у прошлости провео неколико година служећи у британској војсци. Мрачна прошлост се наговештава када избегава да одговори на питање једног од својих ученика да ли је икада убио некога ко није био војник, са сузом која му се котрља низ образ. Одмах га привлачи његова нова колегиница Клара Освалд (Џена Колман), наставница енглеског у школи, и покушава да је позове на састанак, што у почетку пролази катастрофално, али она га на крају сама позива.
Њихов први састанак се види у четвртој епизоди серијала, „Слушај”. Клара је увређена када Дени претпостави да она неће разумети његову каријеру у војсци, знајући да је она против рата, и она изјури. У исто време, Доктор (Питер Капалди) покушава да истражи могућност да свако има сталног пратиоца, попут сенке, који је увек са њима, што се односи на понављајући сан чудовишта испод кревета. Желећи да истражи Кларино прошло искуство снова, ТАРДИС улази у њен ум како би се вратила у детињство, али, пошто јој Дени одвлачи пажњу, враћа их у дечји дом у Глостеру, где упознају малог Денија, чије је право име је заправо Руперт. Клара га нехотице подстиче да постане војник. Затим се враћа у садашњост и враћа се на датум одмах пошто је изјурила. Она покушава да помири ствари са Денијем, али он постаје сумњичав када је она открила да зна његово право име. Овај пут, он је изјурио. Клара је тада запањена када је Доктор одведе да упозна Орсона Пинка, временског путника из 100 година у будућности који је остао насукан на крају универзума. Орсон запањујуће личи на Денија (обојицу игра Семјуел Андерсон). Клара схвата да је Орсон Денијев потомак и размишља о идеји да је и он њен пошто је споменуо да потиче од временског путника. Схвативши да њена будућност лежи са Денијем, она га посећује и њих двоје се помире поделивши први пољубац.
У шестој епизоди серијала, „Домар”, Сковокс Блицер је привучен у школу Доктором који се представља као домар. Он се сукобљава са Денијем, ругајући се његовој прошлости у војсци и одбијајући да прихвати да је наставник математике, верујући да му више одговара улога наставника физичког. Клара се бори да уравнотежи свој живот са Доктором и односом са Денијем, поготово зато што ни један од њих не зна за овог другог. Међутим, када је Дени постао сумњичав према Докторовим активностима, он открива истину о Клариним активностима путовања кроз време. Иако се у почетку борио да се помири са том идејом, даје Клари свој благослов да настави да путује, али је упозорава да ће можда доћи тренутак када ће је Доктор одгурнути предалеко, сећајући се сличних појединаца из његовог времена у војсци.
Дени се накратко појављује у наредним епизодама серијала и подржава Клару када она одлучи да престане да путује са Доктором након што ју је он ставио у рањиву позицију у епизоди „Убити Месец”. Међутим, Клара није могла да одоли искушењу путовања кроз време и наставља своја путовања са Доктором без да каже Денију. Њена обмана је разоткривена у епизоди „У ноћној шуми”, када су Клара, Дени и група ученика са посебним потребама остали насукани у зараслом центру Лондона и били приморани да позову Доктора у помоћ. Док је био у ТАРДИС-у, Дени открива гомилу недавних радова ученика које је Клара оценила, што доказује да је још увек у редовном контакту са Доктором. Он је незадовољан њеном непоштењем, а то ствара притисак на њихову везу.
Клара одлучује да изјави своју бескрајну љубав Денију у „Тамној води”, али њен телефонски позив с њим се прекида када су Денија ударила кола. Она је схрвана када он умире од задобијених повреда, али Денијева свест је доведена у Недерсферу, вештачки загробни живот који је створила Миси (Мишел Гомез), женска верзија Докторовог старог непријатеља Господара. Денијева прошлост се истражује када се суочи са дечаком којег је убио док је служио у Авганистану. Узнемирен због овога и због Кларине реакције на његову смрт, Дени је охрабрен да избрише своја осећања, али то је учинио тек када је видео да Миси тера свести заробљене у загробном животу назад у њихова тела која су „надограђена” да постану Киберљуди. Дени спасава Клару од других Киберљуди и тражи од ње да укључи његов осећајни инхибитор како би зауставио бол који трпи, и емотивно и физички, сада када је Киберчовек. Клара убеђује Доктора да јој помогне у овоме када Дени предложи да може да приступи кошничком уму Киберљуди и открије Мисине планове за Земљу. Он то чини, али, због своје снажне љубави према Клари, наставља да делује против Миси. Уз Докторову помоћ, он користи наруквицу која је раније припадала Миси да преузме контролу над осталим Киберљудима и, под његовом командом, сви полећу у небо и самоуништавају се. Још увек поседујући Мисину наруквицу, која има моћ да се једном врати из Недерсфере назад у стварни свет, Клара га моли да се врати, али он уместо тога шаље назад дечака којег је убио, натеравши Клару да обећа да ће га вратити његовој породици. Никада није откривено, након Денијеве смрти, шта се десило са његовим потомком Орсоном.
Дени се следећи пут појављује у божићном специјалу за 2014. годину, „Последњи Божић”. Пошто је стављена у стање снова, Клара се поново уједињује са Денијем за идилични Божић. Доктор улази у сан да убеди Клару да се пробуди пре него што је створење које је изазвало сан убије, али она одбија, не желећи да пусти Денија. „Дени” тада открива да је свестан своје „стварности” као сна. Он каже Клари да, иако јој још увек може недостајати, она мора да настави даље и охрабрује је да живи свој живот без њега. Коначно прихватајући његову смрт, Клара пристаје да се пробуди из сна.
Дени се повремено помиње у деветом серијалу. У „Мађионичарском шегрту”, Миси пита Клару о њеном мртвом дечку, мислећи на Денија. Када је Клара схватила да ће ускоро умрети у „Суочењу са гавраном”, она каже да ако је Дени Пинк могао да се суочи са сопственом смрћу, онда може и она.

## Кастинг и развој
Дана 24. фебруара 2014. године, Семјуел Андерсон је најављен као глумац заједно са Питером Капалдијем и Џеном Колман за први Капалдијев серијал, у улози Денија Пинка, наставника у школи „Кол Хил” заједно са Докторовом сапутницом Кларом Освалд. Школа „Кол Хил” била је радно место Докторових првобитних сапутника Ијана Честертона и Барбаре Рајт. Након прославе 50. годишњице серије 2013. године, главни сценариста Стивен Мофат одлучио је да доведе још једног учитеља да ради заједно са Кларом у истраживању корена школе. Андерсон је рекао да је „узбуђен” због придруживања серији и да је једва чекао да види како ће његов лик бити повезан са Доктором и Кларом. Упркос томе што то није било потврђено све до емитовања 8. серијала, често се спекулисало да ће Андерсон глумити Кларину симпатију. Колманова и Андерсон су раније блиско сарађивали на ITV-овој сапуници Емердејл, у којој су играли Џасмин Томас и Роса Кирка.
Андерсон је потврдио да ће Дени бити Кларина симпатија у августу 2014. али је јасно ставио до знања да Дени неће бити сапутник, већ дечко који остаје код куће који ће Клари пружити стабилност која јој је потребна након путовања кроз време. Он је такође описао Денија као „допадљивог и загрљивог”. Денијево се први пут појавио у серији 30. августа 2014. у другој епизоди 8. серијала, „Унутар Далека”. Мофат је описао Денија као „конкурента” Доктору, рекавши да је имао веће изгледе да освоји Клару од претходних момака као што су Мики Смит и Рори Вилијамс, који су изгледали слаби у поређењу са својим Докторима.
У дводелној завршници серијала, „Тамна вода”/„Смрт на небесима”, Денијев лик је убијен, не једном, већ два пута. Његова прошлост је такође истражена из Нетерсфери, вештачком загробном животу где се Дени суочио са дететом које је убио док је служио у рату у Авганистану. Као део Мисиних планова, Дени је реинкарниран у Киберчовека заједно са осталим мртвима на Земљи, али је спасао дан тако што је преузео контролу над осталим Киберљудима и одвео их на небо да експлодирају и спале облаке Киберспора који су требали да преобрати и живе. Мофат је рекао да је тај догађај „зацементирао” Денијево место у историји Доктора Хуа.

## Пријем
Упркос неким почетним негодовањима због још једне симпатије за сапутника, лик Денија Пинка и Андерсоново тумачење су углавном прихваћени позитивно након његовог првог појављивања. Малколм Стјуарт из CultBox-а похвалио је Денија због тога што се потпуно разликовао од ликова Рорија Вилијамса и Микија Смита, за које је тврдио да су „дефинисани у односу на своје девојке и... држани на повоцу од стране својих бољих половина” и прокоментарисао да се, за разлику од њих, Дени није осећао „слабим” и да је био „директнија, скромнија опција”.
Првобитни пријем његове смрти у „Тамној води” такође је био позитиван, а епизода је добила пет звездица од The Daily Telegraph-а. Мајкл Хоган из тог листа рекао је да Дени Пинк „коначно долази на своје” и назвао је Денијеве флешбекове из рата „тренуцима потресно осећајним, који стварају кнедлу у грлу”. Међутим, континуација његове приче и трајна смрт у следећој епизоди „Смрт на небесима” наишли су различите критике, а Доктор Ху ТВ је прокоментарисао да је начин на који је Дени држао контролу над својим осећањима са укљученим инхибитором био „сладуњав” и „отрцан” и критиковао је то што Денијевој причи није дато довољно времена пред екраном за емоционални утицај. Након његове смрти, неки обожаваоци су повели кампању да „одрже Денија мртвог” у светлу тренда Стивена Мофата да васкрсава пале сапутнике, међу којима су били Клара и Рори Вилијамс.
Године 2015. Мајкл Хоган из The Daily Telegraph-а критиковао је опште приказивање мушких сапутника у Докотру Хуу. Он је описао Денија, поред Микија Смита (Ноел Кларк) и Рорија Вилијамса (Артур Дарвил) као „у суштини сентименталне, патетичне, помало досадне пратње далеко надмоћнијим женама”.